# 3462 Zhouguangzhao
3462 Zhouguangzhao este un asteroid din centura principală, descoperit pe 24 octombrie 1981, de Observatorul Zijinshan.